# Paul Vitzthum von Eckstädt

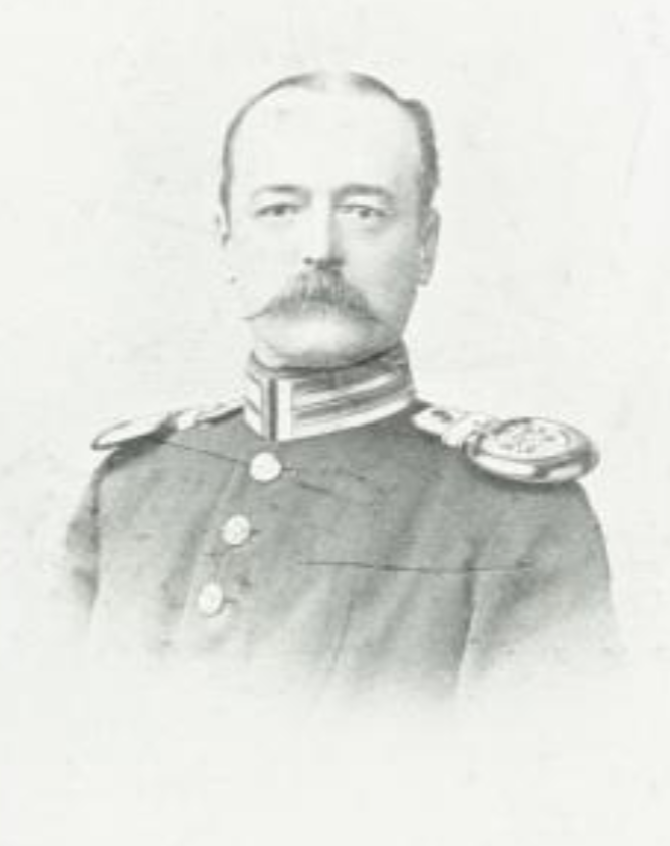
Paul Vitzthum von Eckstädt

Paul Hermann Graf Vitzthum von Eckstädt (* 5. Juli 1850 in Oberlichtenau; † 5. August 1911 in Dresden) war ein sächsischer General der Infanterie sowie zeitweise Chef des Generalstabs der Sächsischen Armee.

## Leben

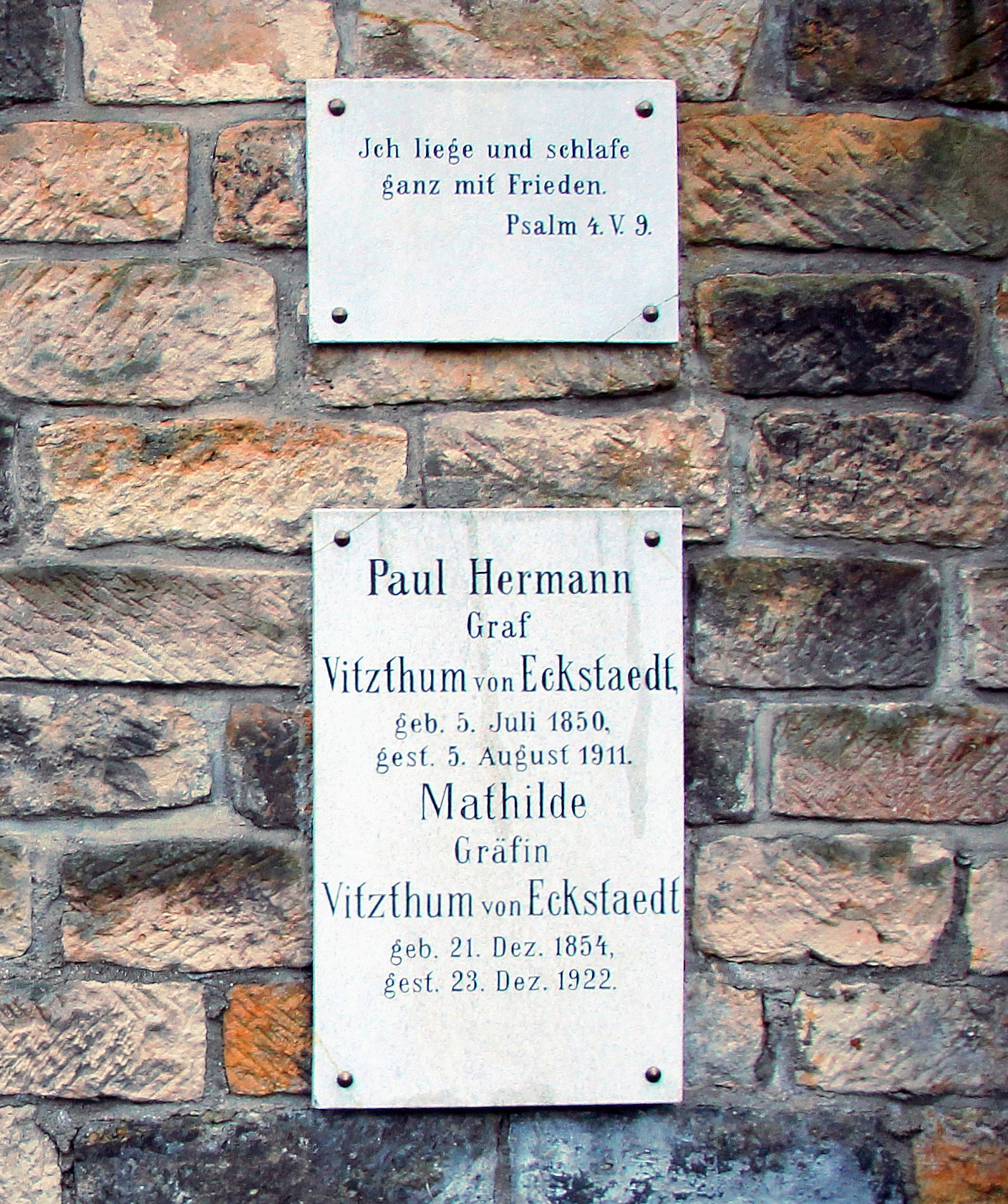
Grabplatte des Paul Hermann Graf Vitzthum von Eckstädt auf dem Trinitatisfriedhof in Dresden.

Paul war der älteste Sohn von Hermann Graf Vitzthum von Eckstädt (1821–1892) und dessen Ehefrau Paula, geborene von Götz aus dem Haus Trattlau (1825–1907). Sein Vater war königlich-sächsischer Wirklicher Geheimer Rat und Oberkammerherr.
Sein Bruder Carlotto (1857–1914) fiel als Generalleutnant im Ersten Weltkrieg.
Vitzthum studierte Rechtswissenschaften an den Universitäten Göttingen und Leipzig und wurde in Göttingen Mitglied des Corps Saxonia. Im Juli 1870 trat er in sächsische Militärdienste und nahm als Unteroffizier und Fähnrich am Feldzug gegen Frankreich teil. Er wurde im Juli 1871 Leutnant im 1. Leib-Grenadier-Regiment Nr. 100, im Juni 1883 Hauptmann im Generalstab und Ostern 1884 Generalstabsoffizier bei der 1. Division Nr. 24 in Leipzig. 1890 wurde er als Major in den Generalstab in Dresden versetzt. Von 1893 bis 1899 war Vitzthum Militärbevollmächtigter in Berlin und Flügeladjutant des Königs Albert von Sachsen. In dieser Zeit wurde er 1894 zum Oberstleutnant und 1897 zum Oberst befördert. 1899 wurde er Kommandeur des 2. Grenadier-Regiments „Kaiser Wilhelm, König von Preußen“ Nr. 101, 1901 Chef des Generalstabs der Armee, dann Generalmajor und im September 1902 Kommandeur der 64. Infanterie-Brigade in der 3. Division Nr. 32. 1904 wurde er Generalleutnant und Kommandeur der 1. Division Nr. 23.
Vitzthum wurde 1908 als General der Infanterie zur Disposition gestellt und lebte ab 1909 in Dresden. Hier war er einer der wichtigsten Förderer des Baus des Soldatenheims Dresden.
Nach seinem 1911 erfolgendem Tod wurde er im Familiengrab auf dem Dresdner Trinitatisfriedhof beigesetzt.